# La Comtesse (film, 2009)
Pour les articles homonymes, voir La Comtesse.
Pour plus de détails, voir Fiche technique et Distribution.
La Comtesse (The Countess) est un film français réalisé par Julie Delpy — qui tient aussi le rôle-titre — sorti en 2009 et en France le 21 avril 2010.

## Synopsis
Erzsébet Báthory est une comtesse hongroise, mariée au comte Ferenc I Nádasdy. Lors de la guerre menée contre les Turcs et en l'absence de son époux, Erzsébet gère à merveille l'administration de son château et de ses terres. Entre un mari doté d'un talent inné en stratégie militaire et une femme de la trempe d'Erzsébet, le couple est extrêmement respecté. Mais Nadasdy meurt et sa veuve devient de plus en plus puissante, la rendant redoutable aux yeux de tous, y compris ceux du roi Matthias.
Lors d'un bal, Erzsébet rencontre Istvan Thurzo, un jeune noble âgé seulement de 21 ans avec qui elle entame une liaison brève et passionnée. Le père de celui-ci, Gyorgy, qui convoitait lui aussi la comtesse Báthory, décide de les séparer en lui envoyant une lettre signée du nom de son fils annonçant qu'il en aime une autre plus que tout. Inconsolable et persuadée que c'est son âge avancé qui l'a éloignée d'Istvan, Erzsébet Báthory reste recluse dans ses appartements du château de Čachtice. En blessant accidentellement une servante, elle découvre que le sang des jeunes vierges la rajeunit et rend sa peau plus douce et fine ; du moins, s'en persuade-t-elle. La machine infernale est alors en marche et de nombreuses jeunes filles disparaissent pour nourrir les noirs desseins de la comtesse.

## Fiche technique
- Titre français : La Comtesse
- Titre original : The Countess
- Réalisation : Julie Delpy
- Scénario : Julie Delpy
- Photographie : Martin Ruhe
- Costumes : Pierre-Yves Gayraud
- Décors : Hubert Pouille
- Montage : Andrew Bird (en)
- Musique originale : Julie Delpy
- Langue : anglais
- Genre : drame, historique et horreur
- Durée : 98 minutes
- Dates de sortie :
  - 29 juin 2009  Allemagne
  - 21 avril 2010  France

## Distribution
- Julie Delpy (VF : elle-même)) : comtesse Erzsébet Báthory
- Daniel Brühl (VF : Mathias Kozlowski) : Istvan Thurzo
- William Hurt (VF : Féodor Atkine) : György Thurzó
- Anamaria Marinca : Anna Darvulia
- Sebastian Blomberg (VF : Jean-François Vlérick) : Dominic Vizakna
- Adriana Altaras : Tante Klara Báthory
- Charly Hübner (VF : Marc Alfos) : Ferenc I Nádasdy
- Andy Gatjen : Miklos
- Maria Simon (VF : Aurore Bonjour) : Helena
- Frederick Lau : Janos
- Katrin Pollitt : Dorothea
- Anna Maria Mühe (VF : Anne Tilloy) : Bertha
- Rolf Kanies : Comte Krajevo
- Christine Mayer : Kaija
- Henriette Confurius : Kayla
- Nora Waldstätten (VF : Jessica Monceau) : Kati von Kraj
- Marlis Eulitz : Zusanna
- Helen Woigk : Nadia
- Jesse Inman (VF : Jérôme Rebbot) : roi Matthias
- André Hennicke : Andreas Berthoni
- Jeanette Hain : Anna Bathory

## Accueil critique
Pour Le Figaro, il s'agit d'une « œuvre sombre, et terriblement romanesque » dans laquelle la réalisatrice « développe la complexité, l'ambiguité [du] personnage ». Libération note l'« adresse remarquable du scénario » mais regrette une « mise en scène qui manque d'une audace à la hauteur [de ce dernier] ».